# Entité biologique extraterrestre
Pour les articles homonymes, voir E.B.E..
Entité biologique extraterrestre (E.B.E.) est le 17e épisode de la saison 1 de la série télévisée X-Files. Dans cet épisode, qui fait partie de l'arc mythologique de la série, un pilote de chasse irakien abat un OVNI près de la frontière entre l'Irak et la Turquie. Plus tard, dans le Tennessee, le moteur d'un camion s'arrête subitement et un objet circulaire apparaît dans le ciel. Mulder et Scully se rendent sur place.

## Résumé
En Irak, lors d'un vol de nuit, un pilote de chasse aperçoit un OVNI. La base militaire irakienne indique au pilote par contact radio qu'il est attaqué. Le pilote réplique en tirant un missile qui touche l'OVNI, lequel s'écrase près de la frontière turque à proximité d'une station de surveillance de l'OTAN.
Au Tennessee durant la nuit, la radio d'un chauffeur de poids-lourd se met subitement à changer de fréquence par elle-même. Le moteur ainsi que toutes les lumières s’éteignent ensuite. Le chauffeur tente de rallumer le moteur en vain, le camion s'arrête dans le noir. Le chauffeur sort alors, équipé d'une carabine et d'une lampe torche et aperçoit un objet circulaire dans le ciel. Les portes arrière du camion s'ouvrent spontanément, le chauffeur tire plusieurs coups à l'intérieur.
Sur place, le lendemain, Mulder et Scully cherchent des indices pour expliquer ce qui est arrivé au camion. Scully émet l’hypothèse qu'un éclair ait pu frapper le véhicule. Mulder quant à lui détecte des traces de radioactivité anormales et doute de l'explication de Scully. Les chronomètres qu'il avait déclenchés au même moment se retrouvent désynchronisés quelques minutes plus tard.
Le chauffeur est détenu dans une station de police à Lexington et est interrogé par Mulder et Scully. Il décrit les événements de la veille de manière inconsistante avec sa première déclaration. Le chauffeur semble malade et tousse, Scully l'interroge sur son état de santé, évoquant un trouble de stress post-traumatique. Il répond que son état de santé s'est dégradé depuis ce qu'il s'est passé la veille. Le policier en chef de la station rentre alors dans le bureau et indique au chauffeur qu'il est libre de partir, Mulder proteste en vain.
Mulder présente Scully aux Bandits solitaires et leur demande leur avis sur le syndrome de la guerre du Golfe, évoquant un possible lien avec les OVNI.

## Distribution
- David Duchovny : Fox Mulder
- Gillian Anderson : Dana Scully
- Jerry Hardin : Gorge profonde
- Allan Lysell : Chef Rivers
- Peter Lacroix : le chauffeur de camion
- Bruce Harwood : John Fitzgerald Byers
- Dean Haglund : Richard Langly
- Tom Braidwood : Melvin Frohike

## Production
Cet épisode marque la première apparition des Lone Gunmen (ou Bandits Solitaires) : John Fitzgerald Byers (Bruce Harwood), Richard Langly (Dean Haglund) et Melvin Frohike (Tom Braidwood). Ces personnages n'étaient censés apparaître que dans cet épisode, mais leur popularité leur a valu de devenir des personnages réguliers dès la saison 2. Leur inspiration vient de personnes que Glen Morgan avait rencontré à une convention sur les OVNI en juin 1993. Plus tard, en 2001, un spin-off leur sera dédié : The Lone Gunmen : Au cœur du complot.
Glen Morgan a déclaré que le ton de l'épisode a été inspiré par le film Les Hommes du président (1976).

## Accueil

### Audiences
Lors de sa première diffusion aux États-Unis, l'épisode réalise un score de 6,2 sur l'échelle de Nielsen, avec 9 % de parts de marché, et est regardé par 10 millions de téléspectateurs.

### Critique
L'épisode recueille des critiques globalement favorables. John Keegan, du site Critical Myth, lui donne la note de 10/10. Le site Le Monde des Avengers lui donne la note de 4/4. Dans leur livre sur la série, Robert Shearman et Lars Pearson lui donnent la note de 4/5. Le magazine Entertainment Weekly lui donne la note de A. Zack Handlen, du site The A.V. Club, estime qu'il est « parfois maladroit mais divertissant » et que la révélation des motivations de Gorge profonde en constitue le temps fort.